# 황은정
황은정(1980년 3월 8일 ~ )은 대한민국의 배우이다.

## 학력
- 서울예술대학 연극학과 전문학사

## 생애
강원도 횡성군에서 출생하였으며 지난날 한때 강원도 춘천에서 잠시 유아기를 보낸 적이 있고 훗날 서울에서 성장한 그녀는 1999년 연극배우 첫 데뷔하였고 2001년 뮤지컬 배우 데뷔하였으며 이어 같은 해 2001년 영화 《흑수선》의 단역으로 영화배우 데뷔하였고 2012년 5월 윤기원과 결혼했으나 2017년 12월 초 성격차이로 협의 이혼했다. 슬하에 자녀는 없다.

## 출연작

### 영화
- 《애자》 (2009년) - 순이 역
- 《실종》 (2009년) - 미자 역
- 《맨발의 기봉이》 (2006년) - 춘화 역
- 《역전의 명수》 (2005년) - 현수 비서 역
- 《란의 연가》 (2003년)
- 《패밀리》 (2002년) - 패밀리아 나가요들 역
- 《흑수선》 (2001년) - 유람선 신부 친구 역

### 드라마
- 《아홉수 소년》 (tvN, 2014년) - 임부선 역
- 《아내스캔들 - 바람이 분다》 (TV조선, 2014년)
- 《실업급여 로맨스》 (E채널, 2013년) - 경희 역
- 《여제》 (E채널, 2011년) - 초난희 역
- 《꾸러기 천사들》(EBS1, 2011년) - 주희, 주혁 엄마 역
- 《버디버디》 (tvN, 2011년) - 이유란 역
- 《앙심정》 (E채널, 2010년) - 홍단 역
- 《신데렐라 맨》 (MBC, 2009년) - 3억이 역
- 《경성 기방 영화관》 (OCN, 2008년) - 황은정 역
- 《어느날 갑자기》 (SBS, 2006년)
- 《열정》 (MBC, 2004년) - 강민지 역
- 《란제리》 (코미디TV, 2002년)

### 방송
- 《은밀한 다락》 (GTV)
- 《살림의 신 시즌 1》 (JTBC)
- 《집밥의 여왕》 (JTBC)
- 《고부스캔들》 (JTBC)
- 《강석우 김연주의 행복결혼위원회》 (TV조선)
- 《러브 액츄얼리》 (채널A)
- 《뻔(fun)한! e-세상》 (E채널)
- 《자유선언 토요대작전》 (KBS2)
- 《찾아라! 맛있는 TV》 (MBC)
- 《연예가 중계》 (KBS2)
- 《6시 내고향》 (KBS1)

### 뮤지컬
- 《가스펠》 (2001년)

### 연극
- 《바람 부는 저녁》 (2003년) ... 정옥 역(주연)

### 뮤직 비디오
- 프리스타일 - 수취인 불명 (2007년)

### 라디오 프로그램
- 2015년 EBS 《EBS 책 읽는 라디오 낭독 시리즈》